# إيجل كروغ
إيجل كروغ (بالإنجليزية: Egil Krogh)‏ هو محامي أمريكي، ولد في 3 أغسطس 1939 في شيكاغو في الولايات المتحدة.

## وصلات خارجية
- إيجل كروغ على موقع إن إن دي بي (الإنجليزية)